# UPC Tavagnacco
La Unione Polisportiva Comunale Tavagnacco , también conocida como Graphistudio Tavagnacco por su patrocinio o simplemente Tavagnacco, es un club de fútbol femenino italiano con sede en Tavagnacco (Udine), en la región de Friuli-Venecia Julia. La sección femenina fue fundada en 1996 y actualmente compite en la Serie B. Viste de amarillo y azul, y juega de local en el Stadio Comunale de Tavagnacco, también conocido como "UPC Tavagnacco Stadium".

## Historia
El club fue fundado en 1989 y su sección femenina en 1996. Ascendió a la Serie A en 2001, y a partir de 2009 se consolidó en la parte alta de la tabla. Entre 2011 y 2014 ha ganado dos Copas, ha sido dos veces subcampeón de la Liga y ha jugado la Liga de Campeones, en la que cayó en la primera ronda las dos veces.

## Títulos
- 2 Copas Italia: 2013, 2014

## Trayectoria liguera
|                  | 98 | 99 | 00 | 01 | 02  | 03  | 04 | 05 | 06 | 07 | 08 | 09  | 10 | 11 | 12 | 13 | 14 | 15 | 16 | 17 | 18 | 19 | 20  | 21 | 22 |
| ---------------- | -- | -- | -- | -- | --- | --- | -- | -- | -- | -- | -- | --- | -- | -- | -- | -- | -- | -- | -- | -- | -- | -- | --- | -- | -- |
| Primera División |    |    |    |    | 11º | 12º | 1º | 9º | 9º | 6º | 4º | 13º | 3º | 2º | 3º | 2º | 3º | 5° | 5° | 6° | 3° | 8° | 11° |    |    |
| Segunda División |    | 6º | 8º | 1º |     |     |    |    |    |    |    |     |    |    |    |    |    |    |    |    |    |    |     | 4º | ?  |
| Tercera División | 1º |    |    |    |     |     |    |    |    |    |    |     |    |    |    |    |    |    |    |    |    |    |     |    |    |

## Trayectoria en la Liga de Campeones
| 2012 |  | 12-14 1-50 Golfus |
| 2014 |  | 3-2 0-2 Fortuna   |